# 迪維索爾山脈國家公園 (秘魯)
7°16′31″S 74°4′25″W / 7.27528°S 74.07361°W
迪維索爾山脈國家公園是秘魯的國家公園，位於該國東北部，橫跨波蒂略上校省和烏卡亞利省，成立於2015年11月8日，面積14,783平方公里。